# هدف (مجموعه تلویزیونی)
هدف (انگلیسی: Target) یک مجموعهٔ تلویزیونی درام پلیسی بریتانیایی است که در سال ۱۹۷۷ از شبکهٔ بی‌بی‌سی وان پخش شد. این سریال پاسخی از سوی شبکهٔ بی‌بی‌سی به سریال موفق سوئینی از آی‌تی‌وی بود. از بازیگران آن می‌توان به پاتریک موئر، فیلیپ ماداک، برندن پرایس و هیو فریزر اشاره کرد.